# Tisztatér-elv
A tisztatér-elv egy szoftverfejlesztési folyamat alapelve, amelynek célja igazolható megbízhatóságú szoftverek előállítása. A tisztatér-folyamatot Harlan Mills, Alan Hevner és kollégáik fejlesztették ki az IBM-nél. Középpontjában a hibák megelőzése, nem pedig a hibák eltávolítása áll. 
A „tisztatér” (angolul cleanroom) elnevezés az elektronikai iparban használt tisztatereket idézi, amelyek célja, hogy a gyártási tér szennyezettségének korlátozásával megelőzze a félvezetőkben létrejött hibákat azok gyártása során. A tisztatér-folyamatot először az 1980-as évek második felében használták. A bemutató projektek az 1990-es évek elején kezdődtek a katonaságban. A tisztatér-folyamattal kapcsolatos közelmúltbeli munkák során megvizsgálták a tisztatér összevonását a CSP-ben kifejezett előírások által biztosított automatikus ellenőrzési lehetőségekkel.

## Alapelvei
A tisztatér-folyamat alapelvei a következők: 
- Formális módszereken alapuló szoftverfejlesztés: a matematikai formalizmusokon alapuló eszköztámogatás magában foglalja a modellellenőrzést, folyamatszámítást és Petri-hálókat. A Box Structure Method (dobozszerkezeti módszer) egyik ilyen eszköze lehet a szoftvertermék meghatározásának és megtervezésének.[4] Annak ellenőrzése, hogy a program helyesen hajtja-e végre a specifikációt, csoportos áttekintéssel, gyakran szoftvereszköz támogatásával történik.

- Inkrementális végrehajtás statisztikai minőség-ellenőrzés alatt: A tisztatér-fejlesztés iteratív megközelítést alkalmaz, amelyben a terméket olyan lépésekben fejlesztetik ki, amelyek fokozatosan növelik a megvalósított funkcionalitást. Az egyes növekmények minőségét előre meghatározott szabványok alapján mérik, amellyel azt ellenőrzik, hogy a fejlesztési folyamat elfogadhatóan halad-e. Ha nem felel meg a minőségi előírásoknak, leállítják az aktuális iteráció tesztelését és visszatérnek a tervezési szakaszba.

- Statisztikailag megbízható tesztelés: A szoftver tesztelését a tisztatér-folyamatban statisztikai kísérletként végzik. A hivatalos specifikáció alapján kiválasztják és tesztelik a szoftver bemeneti és kimeneti reprezentatív részhalmazát. Ezután a mintát statisztikailag elemzik és megbecsülik a szoftver megbízhatóságának mértékét.

## Fordítás
Ez a szócikk részben vagy egészben  a   Cleanroom software engineering című angol Wikipédia-szócikk ezen változatának fordításán alapul.  Az eredeti cikk szerkesztőit annak laptörténete sorolja fel. Ez a jelzés csupán a megfogalmazás eredetét és a szerzői jogokat jelzi, nem szolgál a cikkben szereplő információk forrásmegjelöléseként.

### Szakkönyvek
- Stavely, Allan. Toward Zero-Defect Programming. Addison-Wesley (1999)
- Stacy J. Prowell and Carmen J. Trammell and Richard C. Linger and Jesse H. Poore. Cleanroom Software Engineering: Technology and Process. Addison-Wesley (1999)
- Jesse H. Poore and Carmen J. Trammell. Cleanroom Software Engineering: A Reader. NCC Blackwell (1996)

### Ismeretterjesztő weboldalak
- Cleanroom Software Engineering - An overview. www.uta.edu. [2020. március 15-i dátummal az eredetiből archiválva]. (Hozzáférés: 2020. június 18.)

## További olvasnivaló
- Tisztatér (mint steril munkatér)